# 마르쿠 코스키 (스노보드 선수)
마르쿠 올라비 코스키(핀란드어: Markku Olavi Koski, 1981년 10월 15일~)는 핀란드의 전직 스노보드 선수로 주 종목은 하프파이프, 빅에어이다. 2006년 동계 올림픽에서 남자 하프파이프 동메달을 획득했고 세계 선수권 대회에서 금메달 1개를 획득했다.